# Grand Prix de Minsk
Le Grand Prix de Minsk est une course cycliste d'un jour créée en 2015 et disputée à Minsk en Biélorussie. Elle fait partie de l'UCI Europe Tour en catégorie 1.2. La course a lieu le samedi, au lendemain de la Minsk Cup.

## Palmarès
| Année | Vainqueur        | Deuxième         | Troisième          |                  |
| ----- | ---------------- | ---------------- | ------------------ | ---------------- |
| 2015  | Siarhei Papok    | Roman Maikin     | Vasyl Malynivskyi  |                  |
| 2016  | Siarhei Papok    | Andris Smirnovs  | Yauheni Hutarovich |                  |
| 2017  | Yauheni Karaliok | Norman Vahtra    | Emīls Liepiņš      |                  |
| 2018  | Nikolai Shumov   | Marek Rutkiewicz | Yauheni Akhramenka |                  |
| 2019  | Norman Vahtra    | Martin Laas      | Geórgios Boúglas   |                  |
| 2020  | annulé/abandonné | annulé/abandonné | annulé/abandonné   | annulé/abandonné |
| 2021  | annulé/abandonné | annulé/abandonné | annulé/abandonné   | annulé/abandonné |